# Bernd Kannenberg
Bernd Kannenberg, född 20 augusti 1942 i Königsberg, Tyskland, död 13 januari 2021 i Münster i Nordrhein-Westfalen, var en västtysk friidrottare inom gång.
Han tog OS-guld på 50 kilometer gång vid friidrottstävlingarna 1972 i München.